# Shumari
Shumari (シュマリ?) è un manga scritto e disegnato da Osamu Tezuka. Fu pubblicato per la prima volta in Giappone dal 1974 al 1976 sulla rivista Big Comic, per poi essere raccolto in quattro volumi tankōbon tra il 1978 e il 1979. L'edizione italiana è stata edita da Hikari Edizioni nel 2018.

## Trama
Il manga narra le vicende di Shumari, un samurai hatamoto, vassallo diretto dello Shogun, che si è trasferito nell'isola di Hokkaidō alla ricerca di sua moglie Tae e dell'uomo con cui l'ha tradito e con cui è fuggita sull'isola. La storia narrata inizia nell'estate del 1869, al termine della guerra Boshin fra i sostenitori dell'imperatore e dello shogunato, dopo la sconfitta di quest'ultimi a Goryōkaku, ultimo baluardo della loro resistenza, e la caduta dell'effimera Repubblica di Ezo.
Nell'incipit del manga Shumari viene assalito da alcuni banditi dopo essere stato scambiato per un sopravvissuto dell'esercito imperiale. Chiede loro se conoscono un certo Shoma Otsuki e al loro rifiuto stermina in pochi secondi tutto il gruppo ad eccezione di una giovane Ainu che decide di risparmiare. Shumari si offre di riportarla al suo Kotan (villaggio ainu), ma poi ritira l'offerta perché il villaggio si trova in una zona pericolosa per il samurai ricercato dalla polizia. Tuttavia Shumari, testardo, non può non fare ciò che ha deciso di fare perciò la fa montare in sella con lui. La giovane, innamoratasi, di notte andrà alla ricerca di alcuni monili per Shumari, ma verrà fetita da un orso e morirà prima di raggiungere il villaggio insieme a Shumari.
In seguito, in un luogo reso deserto da un'invasione di cavallette, Shumari incontra un uomo di nome Kichibei che dice di essere un falegname proveniente da Edo. Dopo un po' di tira e molla, Shumari lo fa montare sul cavallo con lui e lo salva da un branco di lupi che uccide a colpi di katana. Nella foga cade una pistola a Kichibei, che quindi rivela a Shumari di essere un mekashi (una sorta di spia e detective) e gli racconta la storia dei capitali militari nascosti da Takeaki Enomoto in un luogo segreto, segnato con un tatuaggio sulla pelle di un suo subordinato ora in fuga. Kichibei punta la pistola a Shumari e lo costringe a camminare davanti a lui in direzione di Sapporo. Hanno un breve dialogo in cui Shumari parla dell'inospitalità del territorio, ma all'improvviso appare all'orizzonte un'enorme nuvola nera di cavallette pronta a divorare ogni cosa. Shumari prontamente si nasconde in una tana, mentre Kichibei, disarcionato, va in preda al panico e inizia ad esplodere proiettili in aria. Dopo il passaggio delle cavallette, Shumari trova un Kichibei ormai morente per i morsi degli insetti e gli dà il colpo di grazia.
Un colono e sua moglie osservano sotto una pioggia battente il fiome ingrossarsi sempre di più. L'uomo, per rinforzare l'argine ed evitare di perdere i campi coltivati, decide di andare al villaggio ainu di Petsu Kitai per ottenere aiuto e rinforzare l'argine, ma incontra un uomo che si rivela essere Shumari. Shumari accetta la richiesta di aiuto del colono e si fa guidare fino alla sua fattoria, lì incontra la moglie dell'uomo e immediatamente riconosce Tae. Shumari tuttavia non riesce ad ottenere la propria vendetta su Shoma Otsuki, l'uomo con cui la moglie Tae è scappata, in quanto Shoma scappa dalla fattoria e viene colpito dall'inondazione del fiume, morendo affogato. Shumari cerca di convincere Tae a lasciare questa terra povera e soggetta ad inondazioni, ma la donna è inamovibile: ha amato Shoma Otsuki e ora che non c'è più vuole vivere e coltivare la terra in cui è sepolto. Senza una meta Shumari vaga fino a giungere a Sapporo, città che era stata fondata in quegli anni, e viene arrestato per gli omicidi commessi. Viene posto in una cella con un anziano prigioniero e un altro carcerato, ma di notte la piccola prigione di legno si rivela essere un modo per ovviare alle condanne a morte: il freddo della notte di Sapporo infatti è abbastanza rigido da uccidere per ipotermia e il primo a farne le spese è il prigioniero più giovane, mentre il più vecchio sembra non sentire il freddo. Con alcuni stratagemmi Shumari riesce a fare ospitare lui e il vecchio nella stazione di polizia e l'anziano prigioniero gli racconta di avere una figlia a Edo e di volerla rivedere ad ogni costo. In seguito Shumari, dopo aver mentito per rincuorare il vecchio, viene portato di fronte al giudice che gli offre l'opportunità di collaborare con le autorità per evitare la pena di morte.

## Temi
Shumari è un manga in cui l'autore ha deciso di inserire diversi temi che fanno da sfondo alle vicende personali del protagonista: temi come le persecuzioni verso gli Ainu, autoctoni dell'isola, l'ecologia, il rispetto del territorio e più in generale la modernizzazione del Giappone durante il periodo Meiji. Lo stesso protagonista, spesso eroe suo malgrado, sarà testimone e a volte involontario attore dei diversi stravolgimenti che colpiranno il Giappone e Hokkaidō nella seconda metà del diciannovesimo secolo. Il filo conduttore che si può tracciare agli eventi è il cambiamento della società giapponese: da agricola e fondata sui samurai e il bushidō, a capitalistico-industriale e fondata sul denaro. Si intrecciano alla storia di Shumari anche alcuni eventi reali che hanno segnato la storia di Hokkaido nel secondo ottocento, come il terremoto che sconvolse l'isola, le frequenti alluvioni, le purghe e le persecuzioni efferate verso gli Ainu, la nascita di Sapporo con la conseguente urbanizzazione e la prima guerra sino-giapponese in Corea e Manciuria.
Osamu Tezuka dedica particolare attenzione agli Ainu durante la narrazione: sono spesso presenti e ne viene tratteggiato il declino causato dall'arrivo dei colonizzatori giapponesi dal sud. Lo stesso Shumari, che ammira e rispetta il loro modo di vivere, avrà sempre un sussulto di rabbia quando qualcuno mostra disprezzo o uccide un Ainu. Gli Ainu sono gli sconfitti, i vinti dalla fiumana del progresso che si abbatte su quella che era la loro isola e che vedono trasformarsi sotto i colpi dei nuovi proprietari, che li cacciano dai loro territori per poter sfruttare le risorse minerarie del suolo di Ezo (altro nome di Hokkaido) e spesso vengono uccisi da banditi interessati ai loro averi. Tezuka dedica loro molte pagine e addirittura una sequenza intera del manga, in cui un gruppo di profughi Ainu si dirige da Shumari che, nonostante il parere contrario di Mine, accoglie nei terreni della sua fattoria. Saputo di un assalto che avrebbe colpito il gruppo di Ainu, Shumari insieme all'amico Jubei si prodiga per respingere i banditi, ma, nonostante la sua eroica resistenza, non riesce a salvare gli Ainu e non potrà fare altro che constatare tristemente la sua sconfitta.
Il rispetto del territorio e l'ecologia sono altri due grandi temi del manga, difatti con l'avanzare della storia Shumari constaterà come il territorio di Hokkaido ormai non sia più selvaggio e incontaminato come lo era in passato. Fra gli avvenimenti reali che si intrecciano alle vicende di Shumari c'è anche la grande caccia al cervo di Hokkaido, una varietà del Cervus nippon, degli anni 1873-1878, in cui venivano appiccati enormi incendi per stanare gli animali e che ha portato la specie quasi all'estinzione. La fattoria di Shumari rimane coinvolta in uno di questi enormi incendi e solo l'abilità e la prontezza del samurai salveranno Mine e Yasaburo.

## Personaggi
- Shumari: protagonista del manga, è un samo, cioè un giapponese, ex-vassallo dello shogun che ha disertato per passare alla fazione imperiale; testardo e spesso impulsivo che non riesce ad accettare il rifiuto di sua moglie Tae e perciò decide di cercarla fino agli estremi confini del mondo. Abilissimo spadaccino, anche se ha dato prova di sapersi arrangiare con le armi (anche improvvisate) che trova, tiene sempre fasciato il braccio destro, perfino quando svolge lavori manuali, perché come dice lui stesso, ogni volta che lo libera, muore qualcuno. Ammira e ha molto a cuore gli Ainu e il loro modo di vivere in armonia con la natura; tanto che il nome "Shumari" è il nome ainu, che significa "volpe", che gli è stato dato da un decano ainu.
- Yahichi Dazai: un uomo appartenente alla casta samuraica che diventa imprenditore minerario sull'isola di Hokkaido. Secondo figlio del vecchio patriarca Dazai, ex vassalli del clan Aizu alleato dello shogunato, è un uomo privo di scrupoli che veste e ha abitudini occidentali. Pur essendo meschino e spesso spietato, non manca di un certo senso dell'onore che di tanto in tanto viene a galla. Inizialmente condivide il sogno del padre di ricreare la Repubblica di Ezo con i capitali militari di Takeaki Enomoto, la morte del padre e sua indole realista però lo fanno virare verso un progetto più modesto di estrazione mineraria, che coltiva però con successo fino a diventare il terzo imprenditore dell'isola.
- Mine Dazai: sorella di Yahichi, inizialmente è un personaggio con un carattere indomabile e da spirito libero. Su suggerimento del padre e del fratello tenta di raggirare Shumari per farsi consegnare i capitali del Goryokaku; successivamente si innamorerà di Shumari e maturerà un carattere più dolce e amorevole verso il samurai e, soprattutto, Pon Shon, che lo considererà come suo figlio. Dalla relazione con Shumari nascerà anche un figlio che Mine chiamerà Yasaburo.
- Pon Shon: un orfano ainu che Shumari adotterà come figlio dopo esserselo ritrovato davanti alla porta di casa. Figlio di una donna ainu produttrice di sake uccisa da Yaju Dazai, considererà sempre Shumari suo padre e Mine sua madre. Ha una naturale armonia con gli animali, tanto da occuparsi fin da giovane dei cavalli che Shumari alleva. In seguito studierà agronomia all'istituto di Sapporo con ottimi risultati, tanto da essere scelto dal barone Hanamoto per un importante progetto agricolo.
- Yaju Dazai: primogenito della famiglia Dazai è un uomo grosso, violento e spietato che uccide chiunque non gli vada a genio, a differenza del fratello però non è dotato della sua intelligenza e questo lo pone sempre in una posizione subordinata, tanto da essere sottoposto a Yahichi nell'azienda di famiglia. Odia Shumari e lo vuole uccidere, questa ossessione lo porterà alla morte dopo un crollo in una miniera, in cui era entrato proprio per ucciderlo.
- Tae Otsuki: oggetto del desiderio e del profondo e ossessivo amore di Shumari, è una donna bellissima e incredibilmente somigliante a Mine Dazai, tanto che Mine verrà anche scambiata per lei. Ama profondamente Shoma Otsuki tanto da non voler lasciare il luogo in cui si trova la tomba del suo uomo e coltivare la terra poco fertile che la circonda, anche a costo di vivere con poco. In seguito ad un'alluvione conoscerà il nobile Kaname Hanamoto, segretario distrettuale di Sapporo, che si innamorerà di lei e infine sposerà. Non sarà mai veramente felice del matrimonio, anche perché lui ha abitudini troppo occidentali per lei, tuttavia cercherà di aiutarlo in ogni sua causa.
- Kaname Hanamoto: nobile giapponese che vive a Sapporo dove occupa la posizione di segretario distrettuale. Alla sua prima apparizione lo si vede prodigarsi per aiutare gli sfollati in seguito ad una alluvione, lí conosce Tae e ne rimane subito affascinato. È un uomo dal carattere ambiguo: fortemente cristiano, ma con un senso dell'onore tutto giapponese, a tratti coraggioso e forte, così come pusillanime e rassegnato. È stato profondamente segnato da un lungo viaggio in California dove ha constatato con mano il razzismo nei confronti dei giapponesi e le terribile condizioni degli emigrati lì stabilitisi. Si sposerà con Otae, ma la relazione non sarà particolarmente felice. Nel lavoro si troverà sempre in grande difficoltà a mediare fra i grandi imprenditori dell'isola che vedevano nel profitto personale l'unica regola da seguire.